# Porcellio graevei
Porcellio graevei là một loài chân đều trong họ Porcellionidae. Loài này được Verhoeff miêu tả khoa học năm 1917.